# البازار الكبير

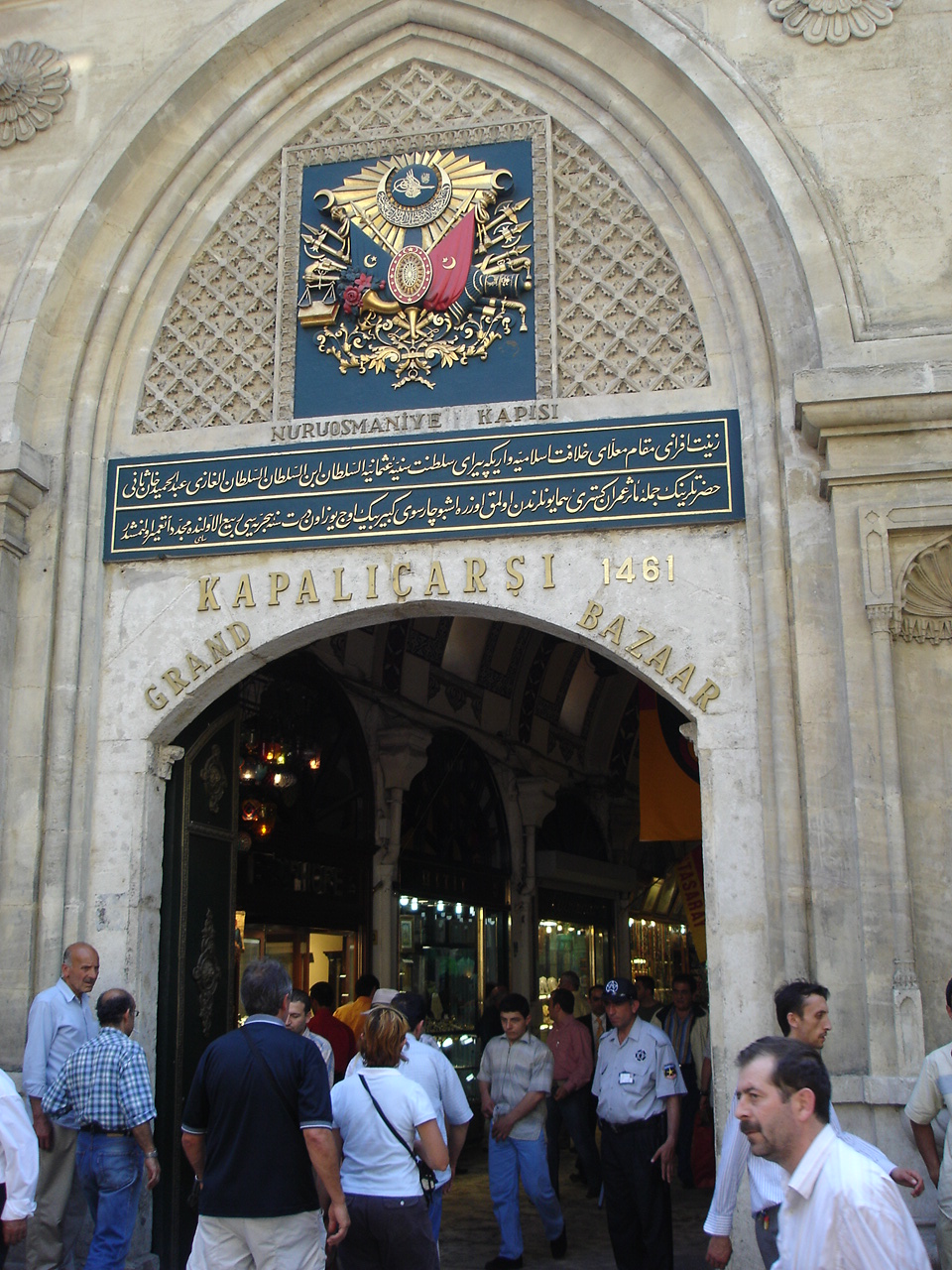
بوابة نور عثمانية.

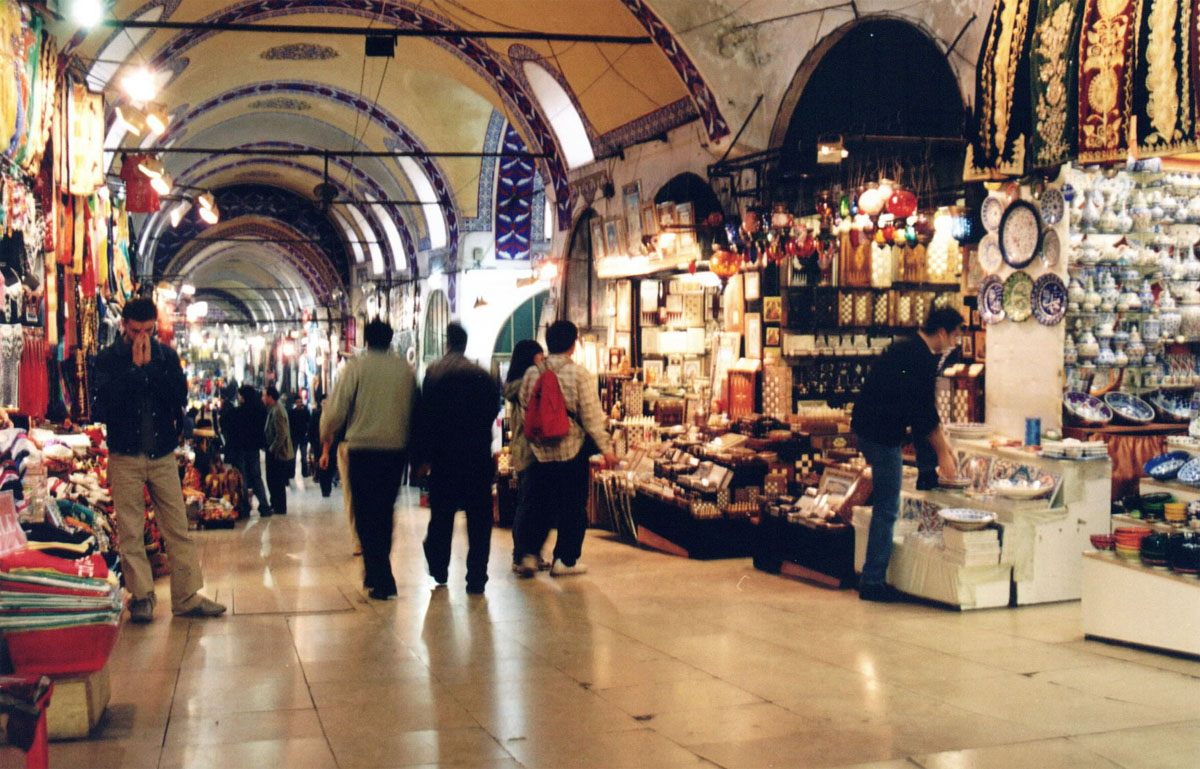
السوق الكبير 2004

البازار الكبير أو السوق الكبير (بالتركية: Büyük Çarşı)‏ أو البازار المسقوف (بالتركية: Kapalıçarşı)‏ في منطقة الفاتح باسطنبول، هو واحد من أكبر وأقدم الأسواق المغطاة في العالم. مع 61 شارعًا مغطى وأكثر من 4000 متجر، على مساحة إجمالية قدرها 30.700 م 2، تجتذب ما بين 250.000 و 400.000 زائر يوميًا. في عام 2014، تم إدراجه في المرتبة رقم 1 بين مناطق الجذب السياحي الأكثر زيارة في العالم مع 91.250.000 زائر سنويًا. غالبًا ما يُنظر إلى البازار الكبير في إسطنبول على أنه أحد مراكز التسوق الأولى في العالم.

## الموقع
يقع البازار الكبير داخل أسوار القسطنطينية في إسطنبول، في الفاتح وفي المحلة الذي يحمل الاسم نفسه. يمتدُّ من الغرب إلى الشرق تقريبًا بين جامع بايزيد الثاني وجامع نور عثمانية. يمكن الوصول بسهولة إلى البازار من منطقة سلطان أحمد وسركجي بواسطة ترام إسطنبول.

## تاريخ

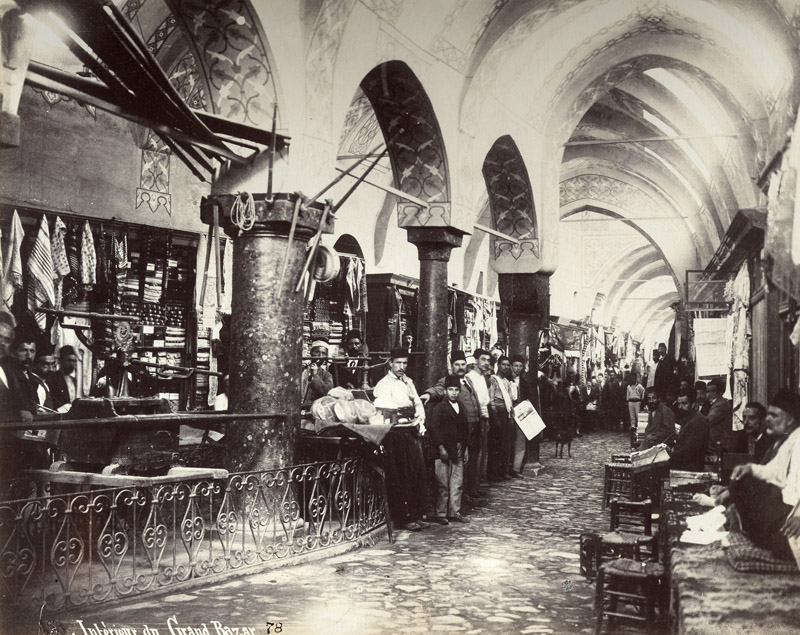
الجزء الداخلي من البازار الكبير في تسعينيات القرن التاسع عشر، للمصور جان باسكال سيبا

بدأ بناء نواة البازار الكبير المستقبلي خلال شتاء عام 1455، بعد فترة وجيزة من فتح القسطنطينية، وقد كان الأمر جزءًا من مبادرة أوسع لتحفيز الازدهار الاقتصادي في إسطنبول. أقام السلطان محمد الفاتح صرحا مكرسا لتجارة المنسوجات والمجوهرات بالقرب من قصره في القسطنطينية. كان اسمه جيفاهير بدستان («سرير الأحجار الكريمة») وكان يُعرف أيضًا باسم بيزستان سيدود («سرير جديد») بالتركية العثمانية. كلمة بيدستان مأخوذة من الكلمة الفارسية بيزستان، المشتقة من "bez" («القماش») وتعني «بازار بائعي الملابس». يقع المبنى على منحدر التل الثالث في إسطنبول، بين ميدان قسطنطين القديمة وثيودوسيوس. كان أيضًا بالقرب من قصر السلطان الأول، القصر القديم (إسكي سراي)، والذي كان أيضًا قيد الإنشاء في تلك السنوات نفسها، وليس بعيدًا عن حي الخبازين في المدينة في العصر البيزنطي.
انتهى تشييد المبنى في شتاء عام 1460/1461م، وهب المبنى وقف جامع آيا صوفيا. يُظهر تحليل الربط الألماني أن معظم الهيكل نشأ من النصف الثاني من القرن الخامس عشر، على الرغم من استخدام نقش بيزنطي يمثل نسرًا كومنيانيًا.
في سوق بالقرب من بيدستين، المسمى (بالتركية: Esir Pazarı)‏، كانت تجارة الرقيق نشطة، وهو استخدام تم ترحيله أيضًا من العصر البيزنطي. الأسواق المهمة الأخرى في المنطقة المجاورة كانت سوق السلع المستعملة (بالتركية: Uzun Çarşı)‏، وهي مركز تجاري ذو رواق يمتد من منطقة قسنطينة إلى القرن الذهبي، والذي كان أحد مناطق السوق الرئيسية في المدينة، بينما تم نقل سوق الكتب القديم (بالتركية: Sahaflar Çarşısı)‏ من البازار إلى الموقع الخلاب الحالي بالقرب من جامع بايزيد الثاني فقط بعد زلزال إسطنبول عام 1894.
في بداية القرن السابع عشر، كان البازار الكبير قد استكمل بالفعل شكله النهائي. أدى الامتداد الهائل للدولة العثمانية في ثلاث قارات، والسيطرة الكاملة على اتصالات الطرق بين آسيا وأوروبا، إلى جعل البازار والمقاطعات المحيطة به أو الخانات مركزًا لتجارة البحر الأبيض المتوسط. وفقًا للعديد من المسافرين الأوروبيين، في ذلك الوقت وحتى النصف الأول من القرن التاسع عشر، كان السوق لا مثيل له في أوروبا فيما يتعلق بوفرة وتنوع وجودة البضائع المعروضة للبيع. في ذلك الوقت، علمنا من المسافرين الأوروبيين أن البازار الكبير كان له مخطط مربع، مع طريقين رئيسيين متعامدين يتقاطعان في الوسط وطريق ثالث يمتد على طول المحيط الخارجي. في البازار كان هناك 67 طريقًا (كل منها يحمل اسم بائعي سلعة معينة)، وعدة ساحات تستخدم للصلاة اليومية، و 5 مساجد، و 7 نوافير، و 18 بوابة تفتح كل يوم في الصباح وتغلق في المساء (من هنا يأتي الاسم الحديث للسوق «السوق المغلق» (بالتركية: Kapalıçarşı)‏. حوالي عام 1638 قدّم المسافر التركي أوليا جلبي أهم وصف تاريخي للبازار وعاداته. بلغ عدد المحلات التجارية 3000، بالإضافة إلى 300 تقع في الخانات المحيطة، وبيوت متنقلة كبيرة من طابقين أو ثلاثة طوابق حول فناء داخلي ذي أروقة، حيث يمكن تخزين البضائع وإيواء التجار. في تلك الفترة كان عُشر المحلات التجارية في المدينة مركزة في السوق وحولها. في ذلك الوقت، لم يكن السوق مغطى بعد.
حلّت بالبازار الكبير كوارث وحرائق وزلازل متكررة. وقع الحريق الأول عام 1515؛ وآخر عام 1548. دمّرت حرائق أخرى المجمع خلال سنوات متعددة. كان حريق عام 1701 ضخما، مما أجبر الصدر الأعظم داماد إبراهيم باشا النوشهري على إعادة بناء عدة أجزاء من المجمع في 1730-1731. في عام 1738 وهب قيزلر آغاسي النافورة (لا تزال موجودة) بالقرب من ميركان كابي.
في هذه الفترة، وبسبب القانون الجديد لمكافحة الحرائق الصادر عام 1696، تم تغطية العديد من أجزاء السوق الواقعة بين البدستين بأقبية. على الرغم من ذلك، دمّرت حرائق أخرى المجمع في عامي 1750 و1791. تسبب زلزال عام 1766 في مزيد من الأضرار، والتي تم إصلاحها من قبل كبير المهندسين أحمد بعد عام.
تسبّب في تراجع السوق عدة عوامل، هي: نموّ صناعة النسيج في القرن التاسع عشر في أوروبا الغربية، وإدخال طرق الإنتاج الضخم، والامتيازات المُوقّعة بين الإمبراطورية والعديد من الدول الأوروبية، وإحباط - دائمًا من قبل التجار الأوروبيين - المواد الخام اللازمة لإنتاج السلع في الاقتصاد المغلق للإمبراطورية. بحلول عام 1850، كانت الإيجارات في بيدستن أقل بعشر مرات مما كانت عليه قبل عقدين أو ثلاثة عقود. علاوة على ذلك، فإنّ ولادة برجوازية ذات توجه غربي والنجاح التجاري للمنتجات الغربية دفع التجار المنتمين إلى الأقليات (اليونانية والأرمينية واليهودية) إلى الخروج من البازار، الذي يُنظر إليه على أنه قديم، وإلى فتح متاجر جديدة في الأحياء التي يتردد عليها الأوروبيون، مثل بك أوغلي وغلطة.
وفقًا لمسح أُجري عام 1890، كان هناك 4399 متجرًا نشطًا في البازار، وسوقي بيدستان، و 2195 غرفة، وحمام عام واحد، ومسجد واحد، و 10 مدارس إسلامية، و 19 نافورة (من بينها اثنان من شاذروان وسبيل واحد)، وضريح واحد و 24 هان. في 30.7 هكتار من المجمع، المحمي بـ 18 بوابة، هناك 3000 متجر على طول 61 شارعًا، وسوقي بيدستان، و 13 هان (بالإضافة إلى العديد منها في الخارج).
حدثت آخر كارثة كبرى في عام 1894، تمثّل في زلزال قوي هزّ إسطنبول. أشرف وزير الأشغال العامة، محمود جلال الدين باشا، على إصلاح البازار المتضرر حتى عام 1898، وبهذه المناسبة تم تقليص مساحة المجمع.
تمت آخر عملية ترميم للمجمع في عام 1980. وفي تلك المناسبة، تمت إزالة الملصقات الإعلانية حول السوق.

## صور
- مقهى
- أحد الأكشاك التي تعود إلى القرن السابع عشر، والتي كانت في السابق مقهى صغيرًا.
- إحدى النوافير الأربعة المصنوعة من الرخام
- البازار بعد ساعة الإغلاق.
- فوانيس معلقة في متجر.
- مراهق على باب متجر فانوس.
- صنابير نافورة في البازار.
- منظر داخلي آخر من البازار.
- علم تركي داخل البازار.

## المعلومات الكاملة للمراجع
- Mamboury، Ernest (1953). The Tourists' Istanbul. Istanbul: Çituri Biraderler Basımevi.
- Eyice, Semavi (1955). Istanbul. Petite Guide a travers les Monuments Byzantins et Turcs (بالفرنسية). Istanbul: Istanbul Matbaası.
- Janin, Raymond (1964). Constantinople Byzantine (بالفرنسية) (2 ed.). Paris: Institut Français d'Etudes Byzantines.
- Müller-Wiener, Wolfgang (1977). Bildlexikon zur Topographie Istanbuls: Byzantion, Konstantinupolis, Istanbul bis zum Beginn d. 17 Jh (بالألمانية). Tübingen: Wasmuth. ISBN:978-3-8030-1022-3.
- Gülersoy، Çelik (1980). Story of the Grand Bazaar. Istanbul: Istanbul Kitaplığı.
- Mantran, Robert (1998). La vita quotidiana a Constantinopoli ai tempi di Solimano il Magnifico e dei suoi successori (XVI e XVII secolo) (بالإيطالية) (3 ed.). Milan: Rizzoli. ISBN:8817165581.
- Hallam، Katie (2009). The Traveler's Atlas: Europe. London: Barron's Educational Series. ISBN:978-0-7641-6176-6.
- Archnet Digital Library – Covered Bazaar
- Let's Go Istanbul – Istanbul Covered Bazaar
- Turkish Culture Portal – Grand Bazaar in Istanbul
- Grand Bazaar Mobile Application – Grand Bazaar Mobile Application
- Anatolian Bazaar – Turkish Local Market

## وصلات خارجية
- فيديو حول البازار الكبير